# Guillon-les-Bains
Guillon-les-Bains is een gemeente in het Franse departement Doubs (regio Bourgogne-Franche-Comté) en telt 117 inwoners (2009). De plaats maakt deel uit van het arrondissement Besançon.

## Geografie
De oppervlakte van Guillon-les-Bains bedraagt 4,8 km², de bevolkingsdichtheid is dus 24,4 inwoners per km².

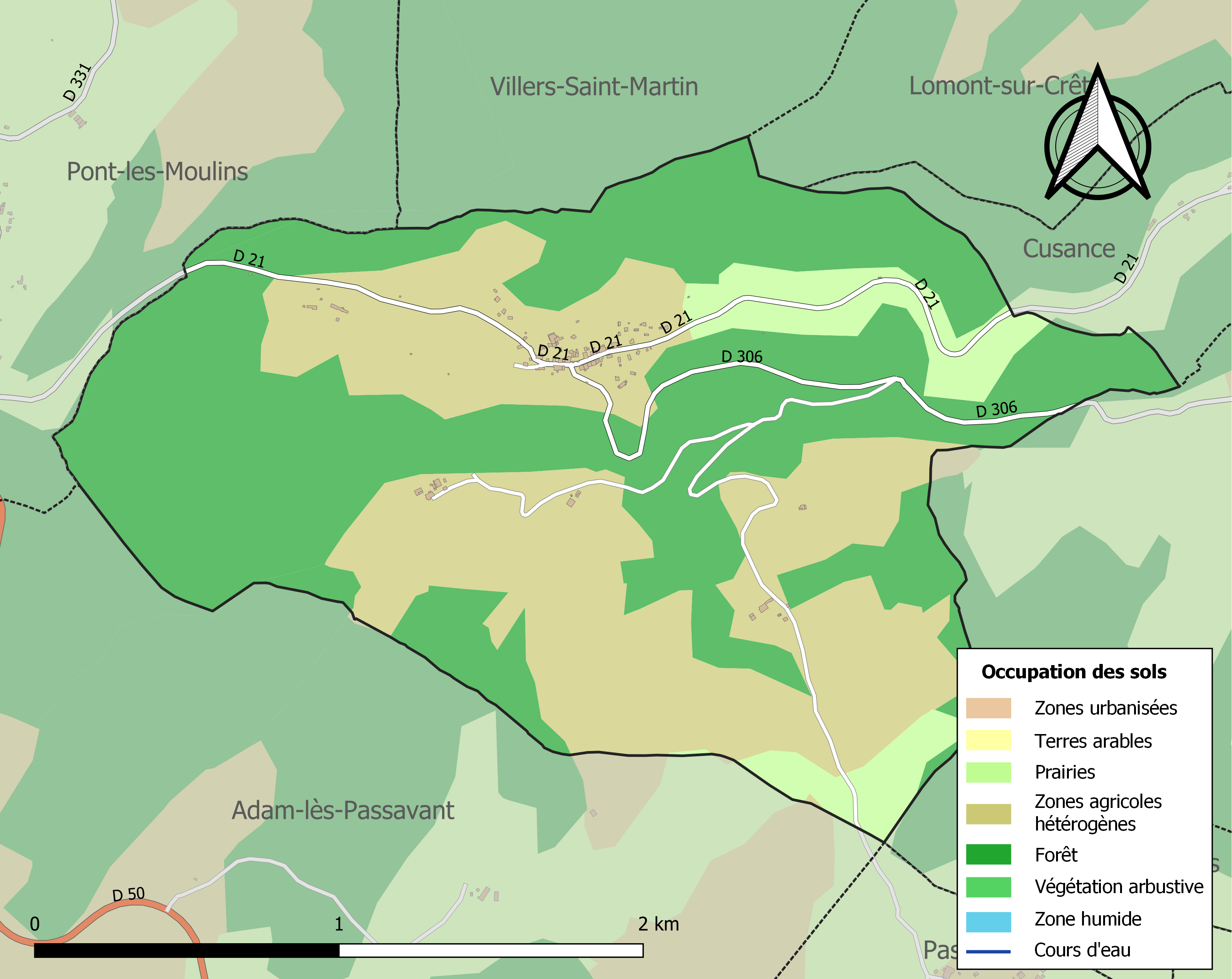
Kaart van de gemeente met de belangrijkste infrastructuur, bodemgebruik en omliggende gemeenten

## Demografie
Onderstaande figuur toont het verloop van het inwonertal (bron: INSEE-tellingen).